# Encarnação (Lissabon)
Encarnação war eine portugiesische Gemeinde (Freguesia) im 1. Bairro der Hauptstadt Lissabon. Seit 2013 bildet sie zusammen mit São Paulo, Santa Catarina und Mercês die Stadtgemeinde Misericórdia. Die 0,19 km² große Gemeinde hatte 2136 Einwohner (Stand 30. Juni 2011).
Das Bairro Alto lag zur Hälfte in diesem Gemeindebezirk. Die Nachbargemeinden waren, im Norden beginnend, São José, Santa Justa, Sacramento, Mártires, São Paulo, Santa Catarina und Mercês.

## Sehenswürdigkeiten und öffentliche Einrichtungen
- Praça Luís de Camões – zentraler Platz mit einer Statue des Nationaldichters Camões
- Miradouro de São Pedro de Alcântara – Aussichtspunkt und städtische Gartenanlage

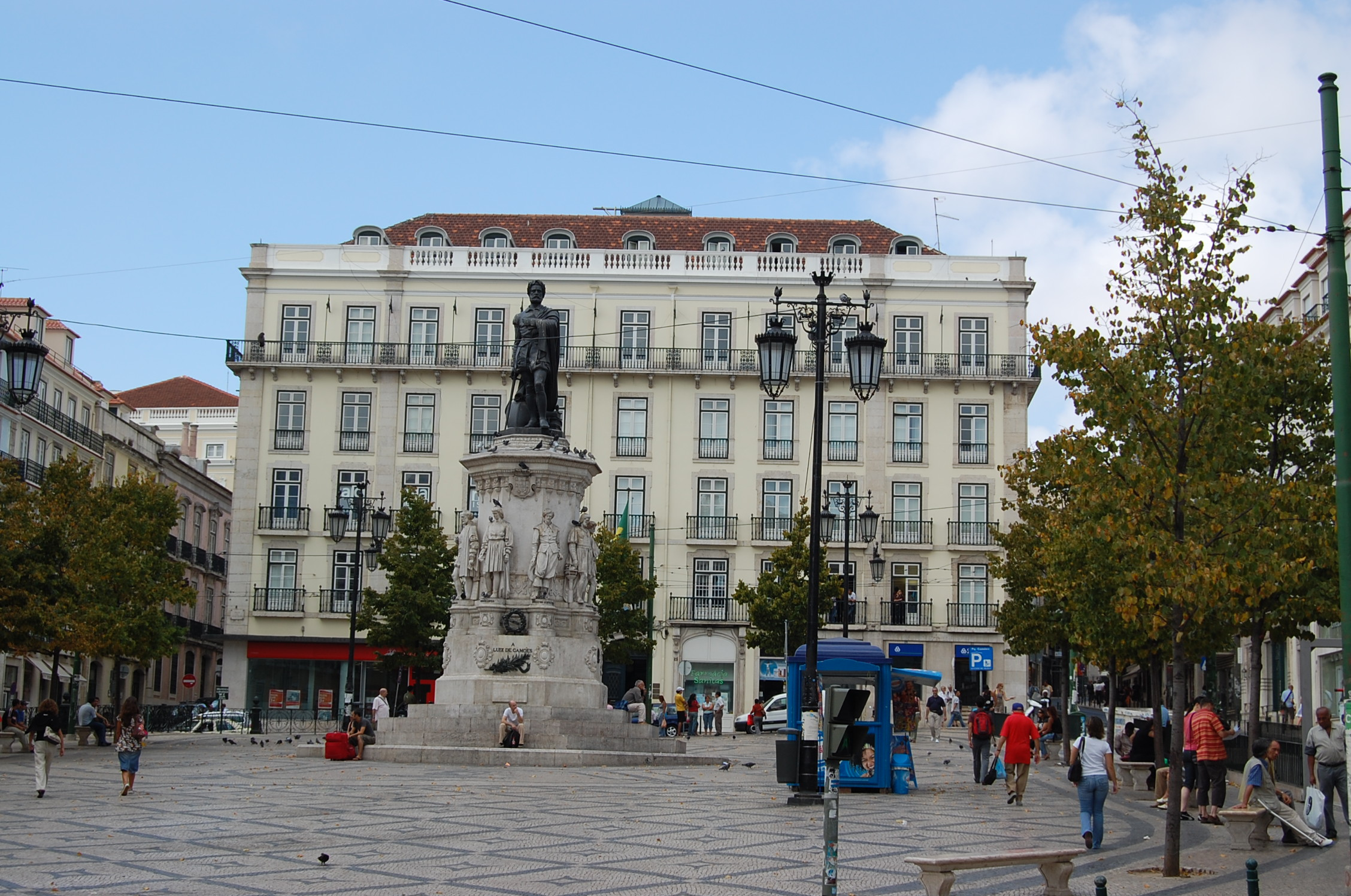
Praça Luís de Camões